# RPL21
RPL21 (англ. Ribosomal protein L21) – білок, який кодується однойменним геном, розташованим у людей на короткому плечі 13-ї хромосоми. Довжина поліпептидного ланцюга білка становить 160 амінокислот, а молекулярна маса — 18 565.
| 10         |  | 20         |  | 30         |  | 40         |  | 50         |
| ---------- |  | ---------- |  | ---------- |  | ---------- |  | ---------- |
| MTNTKGKRRG |  | TRYMFSRPFR |  | KHGVVPLATY |  | MRIYKKGDIV |  | DIKGMGTVQK |
| GMPHKCYHGK |  | TGRVYNVTQH |  | AVGIVVNKQV |  | KGKILAKRIN |  | VRIEHIKHSK |
| SRDSFLKRVK |  | ENDQKKKEAK |  | EKGTWVQLKR |  | QPAPPREAHF |  | VRTNGKEPEL |
| LEPIPYEFMA |  |            |  |            |  |            |  |            |

A: Аланін

C: Цистеїн

D: Аспарагінова кислота

E: Глутамінова кислота

F: Фенілаланін

G: Гліцин

H: Гістидин

I: Ізолейцин

K: Лізин

L: Лейцин

M: Метіонін

N: Аспарагін

P: Пролін

Q: Глутамін

R: Аргінін

S: Серин

T: Треонін

V: Валін

W: Триптофан

Кодований геном білок за функціями належить до рибонуклеопротеїнів, рибосомних білків.